# سوكوزندال
سوکوزندال (بالإنجليزية: Sukusendal)‏ روح الكابوس، في الأساطير الفنلندية، الذي يمارس الجنس مع الناس النائمين، وهو يظهر كشخص ذي جنس مضاد. ولكي تحمي الأمهات أطفالهن يضعن منسا أو قطعة من الحديد في مهد الطفل. فذلك يجعل الروح عاجزة عن عمل الشر ولو أن شخصا ذهب إلى الحمام ليلا فقد تقتله الروح.